# Wezwanie (film 1971)
Wezwanie – polski film obyczajowy na podstawie powieści Juliana Kawalca.
Premiera odbyła się w podwójnym pokazie z Dziwni artyści po obu stronach Białej Góry WFO Z 1970 roku lub Ludzkie – nieludzkie. Grafika Leszka Rózgi WFO 1971 roku

## Obsada aktorska
- Hanna Skarżanka – Jadwiga Zawadowa
- Bolesław Płotnicki – Wojciech Zawada, mąż Jadwigi
- Olgierd Łukaszewicz – Stefek Zawada, syn Jadwigi i Wojciecha
- Irena Karel – Zośka, żona Staszka
- Zygmunt Malanowicz – Staszek Zawada, syn Jadwigi i Wojciecha
- Wojciech Pilarski – Julian, miłość Jadwigi
- Ryszard Kotys – Edward, brat Zośki
- Witold Kałuski – Antoni, brat Jadwigi
- Edward Kowalczyk – Tadeusz, brat Jadwigi
- Karol Stępkowski – lekarz
- Ewa Skarżanka – Jadwiga w młodości